# ユーリ・バンダジェフスキー
ユーリ・バンダジェフスキー（Yury Bandazhevsky） （ベラルーシ語: Юрый Бандажэўскі / Juryj Bandažeŭski, ロシア語: Юрий Иванович Бандажевский / Yuri Ivanovich Bandazhevski、1957年1月9日 - ）は、医師・病理解剖学者。ゴメリ医科大学初代学長。チェルノブイリ原子力発電所事故の影響を調べるために、被曝した人体や動物の病理解剖を行い、体内臓器のセシウム137などの放射性同位元素を測定する研究を行った。

## 来歴
1957年1月9日にベラルーシ(Belarus)フロドナ州(Grodno)で生まれた。1978年、小児科医であるガリーナ・バンダジェフスカヤ(Galina Bandazhevskaja)と結婚。1980年、国立フロドナ医科大学を卒業、臨床研修を終え病理解剖学の専門家となる。1989年、ベラルーシの中央科学研究所所長（The Central Laboratory of Scientific Research）に就任。ベラルーシコムソモール賞、アルバート・シュバイツァーのゴールドメダル、ポーランド医学アカデミーのゴールドスターを授与される。1990年、ゴメリ(Gomel)医科大学に就任、初代学長・病理学部長を務める 。ゴメリ医科大学では1986年のチェルノブイリ原子力発電所事故以来、セシウム137の人体への影響を明らかにするために、被曝して死亡した患者の病理解剖と臓器別の放射線測定や、放射能汚染地域住民の大規模な健康調査、汚染食料を用いた動物飼育実験、などの研究に取り組む 。この研究は、セシウムなどの放射性同位元素が体内に取り込まれたときの現象と病理学的プロセスを解明するとともに、旧ソ連時代からの放射線防護基準を改訂することに寄与した。ゴメリ医科大学ではバンダジェフスキーの指導のもと、30の博士論文が作成され、200篇の文献が作成された。研究成果は、定期的にベラルーシ国内の新聞、ラジオ、テレビ、および国会で報告されていた。
1999年、ベラルーシ政府当局により、ゴメリ医科大学の受験者の家族から賄賂を受け取った容疑で逮捕・拘留された。バンダジェフスキーの弁護士は、警察によって強要された2人の証言以外に何ら証拠がないと無罪を主張したが、2001年6月18日、裁判で求刑9年・懲役8年の実刑判決を受けた。大学副学長のウラジミール・ラブコフ（Vladimir Ravkov）も8年の実刑を受けている。この裁判は政治的意図による冤罪だとして、海外の多くの人権保護団体がベラルーシ政府に抗議した。国際的な人権保護団体であるアムネスティ・インターナショナル（Amnesty International）は、「バンダジェフスキー博士の有罪判決は、博士のチェルノブイリ原発事故における医学研究と、被曝したゴメリ住民への対応に対するベラルーシ政府への批判に関連していると広く信じられている。」と発表。実際にバンダジェフスキーの逮捕は彼がセシウムの医学的影響に関する研究論文を発表した直後に行われ、WHOが2001年6月4日にキエフで開催したチェルノブイリ原子力発電所事故による人体への影響に関する国際シンポジウムへの出席も不可能となった。この経緯はスイスTVの特集番組「Nuclear Controvesy（核論争）」で取り上げられた。ベラルーシ政府は『（チェルノブイリ原子力発電所事故による）放射線は人体の健康にほとんど影響しない』という見解を現在でも堅持しており、アレクサンドル・ルカシェンコ大統領（1994年より独裁体制 ）は「ベラルーシ国内農地の4分の1が放射能汚染を理由に放置されていることは認めがたい として、バンダジェフスキーが逮捕された1999年に原発事故以来人々が避難していた汚染地への再入植を施政方針とした。
2001年1月13日、獄中からワシリー・ネステレンコ博士を通じてベラルーシ市民にあてた手紙　
を発表し、自らの無実と共に、過去10年間ゴメリ医大で国からの援助や資金を受けずにセシウムの健康への影響を解明する研究に取り組んできたこと、自分の逮捕と収監によって結果的にゴメリ医科大学の研究活動が停止されたことへの遺憾を表明した。当時のゴメリ州の1999年の死亡率は出生率の1.6倍であり、国家存亡の危機にあると訴え、チェルノブイリ原発事故によって汚染された地域に、病理学と放射線防護の研究に関する国際独立科学センターを設立することを呼びかけた。
バンダジェフスキーの投獄に対する国際世論の高まりに押される形で、刑期途中の2005年8月5日に釈放された が、5か月間はベラルーシから退去することを禁じられた。その後、フランスの クレルモンフェラン（Clermont-Ferrand）市長から招聘され、現地の大学や病院で研究や治療に携わった。クレルモンフェラン市は1977年からゴメリ市と姉妹都市の関係にある。フランスでは、環境保護NGOであるクリラッド（放射能調査および情報提供の独立委員会 CRIIRAD:Commission de recherche et d'information indépendantes sur la radioactivité）の学術指導を行い、また自身の研究をサポートされている。現在、ベラルーシを国外追放となり、ウクライナ・キエフ州のイヴァンキブ（Ivankiv）中央病院に勤務している。2013年からは欧州委員会の支援を受け、地元住民の診療と啓発活動をしながら、科学と実践の論文集『チェルノブイリ：エコロジーと健康』をhttps://chernobyl-health.org/で公開している。

## 業績

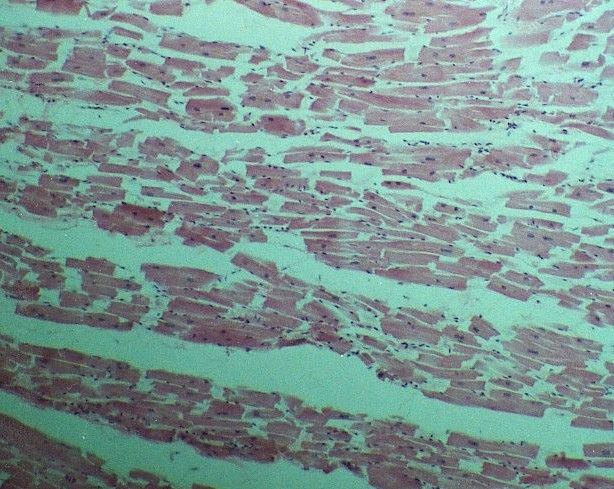
突然死した43歳の心臓の病理組織像
びまん性（広範な）心筋細胞の融解、筋線維間浮腫、著しい筋線維の断裂が認められる。この心臓のセシウム137の放射線量は45.4Bq/kg。（HE染色・倍率125倍）Histological myocardium composition of a 43-year-old Dobrush resident
(sudden death case). Radiocesium concentration in heart – 45,4 Bq/kg

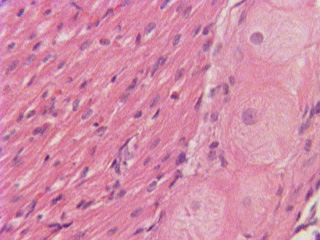
参考図：正常な心筋細胞（左）。右に見えているのはプルキンエ繊維（心臓の刺激伝導系でこれも心筋細胞で構成されている）Histology of normal cardiac muscles and Purkinje fibers as reference

査読を経た英文論文を2報出版している。

### 小児の臓器におけるセシウム137の長期的な取り込み（チェルノブイリ原発事故被曝の病理学的検討）
バンダジェフスキーは突然死を含む被曝小児患者の病理解剖を行い、セシウム137の体内分布を調査した。骨格筋をはじめとして、心臓、腎臓、肝臓、甲状腺・胸腺・副腎などに高いセシウム137の集積と心臓の組織障害が認められた。再生能力が高い骨格筋細胞と違い、心筋細胞はほとんど分裂しないためにセシウム137が過剰に蓄積しやすく、心筋障害や不整脈などの心臓疾患が惹起されやすいと考察している。さらに、セシウムにより人間や動物の体内に引き起こされる病理学的変化を『長寿命放射性元素体内取り込み症候群＝Syndrome of long-living incorporated radioisotopes（SLIR）』と命名した。SLIRは生体に放射性セシウムが取り込まれた場合に生じ、その程度は取り込まれたセシウムの量と時間で決まる。そして、その症候群は心臓血管系・神経系・内分泌系・免疫系・生殖系・消化器系・尿排泄系・肝臓系における組織的・機能的変異によって規定される。SLIRを惹起する放射性セシウムの量は年齢、性別、臓器の機能的状態により異なる。小児の臓器と臓器系統では、50Bq/kg以上の取りこみによって相当の病的変化が起こり始める。10Bq/kgを超える濃度の蓄積で心筋における代謝異常が起こり始める。
ベラルーシで医療活動を行った長野県松本市長の菅谷昭（外科医）は、バンダジェフスキーの論文を読み、『ベラルーシにいる時に心臓血管系の病気が増えていることを不思議に思っていましたが、この（バンダジェフスキー）論文で納得しました。解剖した結果ですから、非常に信頼性が高い。がんもさることながら今後は福島の子どもたちの心臓が心配です』と発言した。
WHO等のデータによると、2011年前後の冠動脈疾患の年齢調整死亡率の国際比較では、ベラルーシが男性1位、女性2位、ウクライナが男性2位、女性1位、ロシアが男女とも3位の発生率の高さだった。

## 福島原発事故に関する発言
2011年に発生した福島原発事故について、バンダジェフスキーは以下のコメントを寄せている。
『日本の子供がセシウム137で体重キロあたり20 - 30ベクレルの内部被曝をしていると報道 されたが、この事態は大変に深刻である。子供の体に入ったセシウムは心臓に凝縮されて心筋や血管の障害につながる。（全身平均で）1キロ当たり20 - 30ベクレルの放射能は、体外にあれば大きな危険はないが、心筋細胞はほとんど分裂しないため放射能が蓄積しやすい。子供の心臓の被曝量は全身平均の10倍以上になることもある』
また、被曝の影響は胎児や子供に大きく生じ、遺伝の影響が次世代に現れる可能性 や、日本の食品の暫定規制値について「大変に危険」とし』、さらに食品に関する影響への懸念として、「今後放射能が土壌に浸透して野菜が吸収しやすくなる」 などを表明した。

## バンダジェフスキーとペクチン製剤
体内に取り込まれたセシウムを体外に除去するための治療として、バンダジェフスキーは「粘土質を加えたペクチン製剤のペクトパルはもっとも有望な製剤のひとつである」と述べた。ペクチン製剤は種々あるが、ベラルーシで比較的普及しているビタペクト（アップルペクチンとビタミン類を含む製剤）の有効性について、2004年、妻のガリーナ・バンダジェフスカヤを筆頭に、ベルラド放射能安全研究所の所長ワシリー・ネステレンコらとの共著で発表し、経口摂取されたペクチンは消化管内でセシウムと結合して体外への排出を促進する効果があると考察した。
ただしその後、ペクチンの効果は限定的であり食物の汚染度を安全性の目安とするべきであると改めている。

## 著書

### 日本語訳
- 2011、 久保田 護 訳、放射性セシウムが人体に与える 医学的生物学的影響 チェルノブイリ原発事故被曝の病理データ ISBN 978-4772610476
- 2013、久保田 護 訳、放射性セシウムが生殖系に与える 医学的社会学的影響 チェルノブイリ原発事故その人口「損失」の現実 ISBN 978-4772610896
- 2015、久保田 護 訳、放射性セシウムが与える人口学的病理学的影響　チェルノブイリ25年目の真実　ISBN 978-4772612289

### フランス語版
- 2006 , La philosophie de ma vie : Journal de prison
- 2012 , Les conséquences de Tchernobyl sur la santé
- 2012 , Les conséquences de Tchernobyl sur la natalité